# Suki Kim
Suki Kim (ur. 19 września 1970 w Seulu) – koreańska pisarka, autorka książki Pozdrowienia z Korei. Uczyłam dzieci północnokoreańskich elit.

## Życiorys
Suki Kim urodziła się w 1970 roku. W wieku 13 lat wyemigrowała wraz z rodziną do Nowego Jorku. W 1992 roku ukończyła Barnard College i udała się na studia do wyższej szkoły orientalnej i afrykańskiej w Londynie. Za książkę "The Interpreter: A Novel" otrzymała dwie nagrody PEN Beyond Margins Award i Gustavus Myers Outstanding Book Award. Odwiedziła Koreę Północną, gdzie do 2011 roku była wykładowcą języka angielskiego na Uniwersytecie Naukowym-Technicznym (PUST) w Pjongjangu. Wydała książkę pt. Pozdrowienia z Korei. Uczyłam dzieci północno-koreańskich elit o życiu Koreańczyków w Korei Północnej, która znalazła się na liście bestsellerów The New York Times.